# Thomas Barnes Cochrane, 11.º conde de Dundonald
Thomas Barnes Cochrane, 11º conde de Dundonald (14 de abril de 1814 - 15 de janeiro de 1885) era um nobre escocês. Ele era filho do político radical e marinheiro Thomas Cochrane, 10º conde de Dundonald. Quando criança, ele acompanhou seu pai ao Chile. Cochrane juntou-se ao Exército britânico e eventualmente ganhou o posto de Capitão. Em 31 de outubro de 1860, ele sucedeu seu pai como o 11.º conde de Dundonald. Entre 1879 e 1885, ele era um Par Representante da Escócia.

## Casamento e filhos
Cochrane casou, na embaixada britânica em Paris em 1 de dezembro de 1847, com Louisa Harriet MacKinnon, filha de William Alexander Mackinnon, de Mackinnon. A condessa viúva de Dundonald (como era conhecida após a morte de seu marido) morreu 24 de fevereiro de 1902 em seu 83º ano. Eles tiveram sete filhos:
- Lady Louisa Katherine Emma Cochrane, casada com Edward O'Neill, 2.º Barão O'Neill, morreu em 10 de agosto de 1942 (avó de Terence O'Neill, primeiro-ministro da Irlanda do Norte).
- Lady Alice Laura Sophia Cochrane, casada com George Onslow Newton, morreu em 8 de dezembro de 1914.
- Lady Elizabeth Mary Harriet Cochrane, solteira, morreu em 30 de março de 1951.
- Lady Esther Rose Georgina Cochrane.
- Hon. Thomas Alexander Cochrane, nascido em 10 de abril de 1851, morreu com 3 meses de idade.
- Tenente General Sir Douglas Cochrane, 12.º conde de Dundonald.
- Tenente Coronel Thomas Cochrane, 1.º Barão Cochrane de Cults (pai do Marechal Chefe do Ar Ralph Cochrane, da Segunda Guerra Mundial).